# Typhula
Genre
Typhula est un genre de champignons basidiomycètes appartenant à la famille des Typhulaceae.

## Liste d'espèces
Selon Index Fungorum (23 novembre 2014) :
- Typhula abietina (Fuckel) Corner 1950
- Typhula anceps P. Karst. 1889
- Typhula asphodeli Pat. 1894
- Typhula berthieri Olariaga, Ryman & Salcedo 2008
- Typhula borealis H. Ekstr. 1937
- Typhula borealis H. Ekstr. 1955
- Typhula brassicae (Bergius) Vang 1945
- Typhula bresadolae (Sacc. & Dalla Costa) Trotter 1925
- Typhula buxi Maire 1933
- Typhula caespitosa Ces. 1855
- Typhula candida Fr. 1861
- Typhula capitata (Pat.) Berthier 1976
- Typhula carestiae Ces.
- Typhula caricina P. Karst. 1876
- Typhula chamaemori L. Holm & K. Holm 1977
- Typhula contorta (Holmsk.) Olariaga 2012
- Typhula corallina Quél. 1883
- Typhula crassipes Fuckel 1870
- Typhula culmigena (Mont. & Fr.) Berthier 1976
- Typhula cylindracea P. Karst. 1892
- Typhula elegans (Berk. & M.A. Curtis) Corner 1950
- Typhula erumpens Corner 1970
- Typhula erythropus (Pers.) Fr. 1818
- Typhula euphorbiae (Fuckel) Fr. 1874
- Typhula filicina Peck 1875
- Typhula filiformis (Bull.) Fr. 1838
- Typhula fistulosa (Holmsk.) Olariaga 2012
- Typhula flavescens Saut. 1841
- Typhula friesii P. Karst. 1882
- Typhula fruticum P. Karst. 1889
- Typhula gracillima Berk. & Broome 1878
- Typhula graminum P. Karst. 1876
- Typhula hedericola (Ces.) Corner 1950
- Typhula himalayana (Corner) Khurana 1976
- Typhula hirsuta Lib. ex Cooke 1880
- Typhula hollandii D.A. Reid 1965
- Typhula humulina Kusnezowa 1953
- Typhula hyperborea H. Ekstr. 1939
- Typhula hyperborea H. Ekstr. 1955
- Typhula ilicis Bertault 1976
- Typhula incarnata Lasch 1838
- Typhula ishikariensis S. Imai 1930
- Typhula japonica Terui 1941
- Typhula lactea Tul. & C. Tul. 1861
- Typhula latissima Remsberg 1940
- Typhula longispora Corner, K.S. Thind & Dev 1957
- Typhula lutescens Boud. 1900
- Typhula luttrellii (G.E. Baker) Berthier 1980
- Typhula maritima Tam. Hoshino, Takehashi & T. Kasuya 2009
- Typhula megasperma Berthier 1976
- Typhula micans (Pers.) Berthier 1976
- Typhula mucerdae Schwein. 1832
- Typhula mucor Pat. 1886
- Typhula mycophaga Berthier & Redhead 1982
- Typhula neglecta Pat. 1885
- Typhula nivea Pat. 1883
- Typhula ochraceosclerotiata Olariaga & Salcedo 2009
- Typhula olivascens Berthier 1974
- Typhula ovata (Pers.) J. Schröt. 1888
- Typhula ovata P. Karst. 1882
- Typhula pachypus Berthier 1976
- Typhula pallens Maire 1928
- Typhula patouillardii (Quél.) Corner 1950
- Typhula pertenuis Remsberg 1940
- Typhula phacorrhiza (Reichard) Fr. 1818
- Typhula piceicola Berthier 1974
- Typhula pragensis Pilát 1959
- Typhula pteridicola Khurana 1980
- Typhula pulgensis Khurana 1980
- Typhula pusilla (Pers.) J. Schröt. 1888
- Typhula quercina (Pers.) Potat. 1960
- Typhula quisquiliaris (Fr.) Henn. 1896
- Typhula ramealis (Lib.) Speg. & Roum. 1880
- Typhula ramealis Schwein. 1832
- Typhula rubicola Berk. & M.A. Curtis 1873
- Typhula schoeni Olariaga & Salcedo 2009
- Typhula sclerotiicola (Allesch.) Corner 1950
- Typhula sclerotioides (Pers.) Fr. 1838
- Typhula sclerotioides P. Karst.
- Typhula setipes (Grev.) Berthier 1976
- Typhula spathulata (Corner) Berthier 1976
- Typhula sphaeroidea Remsberg 1940
- Typhula stolonifera Quél. 1884
- Typhula stricta Appel 1906
- Typhula struthiopteridis Corner 1970
- Typhula subhyalina Courtec. 1984
- Typhula subphacorrhiza Britzelm. 1891
- Typhula subsclerotioides S. Imai 1930
- Typhula subulata Remsberg 1940
- Typhula subvariabilis Berthier 1974
- Typhula tasmanica Rodway 1920
- Typhula tenerrima Speg. 1909
- Typhula thaxteri (Burt) Berthier 1974
- Typhula thindii Khurana 1980
- Typhula tochinaiana (S. Imai) Corner 1950
- Typhula todei Fr. 1815
- Typhula trailii Berk. & Cooke 1876
- Typhula translucens Berk. & Broome 1876
- Typhula tremula (Berthier) Olariaga 2012
- Typhula trifolii Rostr. 1890
- Typhula tucumanensis Speg. 1909
- Typhula uleana Henn. 1897
- Typhula umbrina Remsberg 1940
- Typhula uncialis (Grev.) Berthier 1976
- Typhula variabilis Riess 1850
- Typhula vermiculata I. Hino & Katum. 1957
- Typhula viburni Remsberg 1940
- Typhula villosa (Schumach.) Fr. 1821
- Typhula virgata Remsberg 1940
- Typhula viticola (Peck) Berthier 1976